# Rio dell'Acqua Dolce

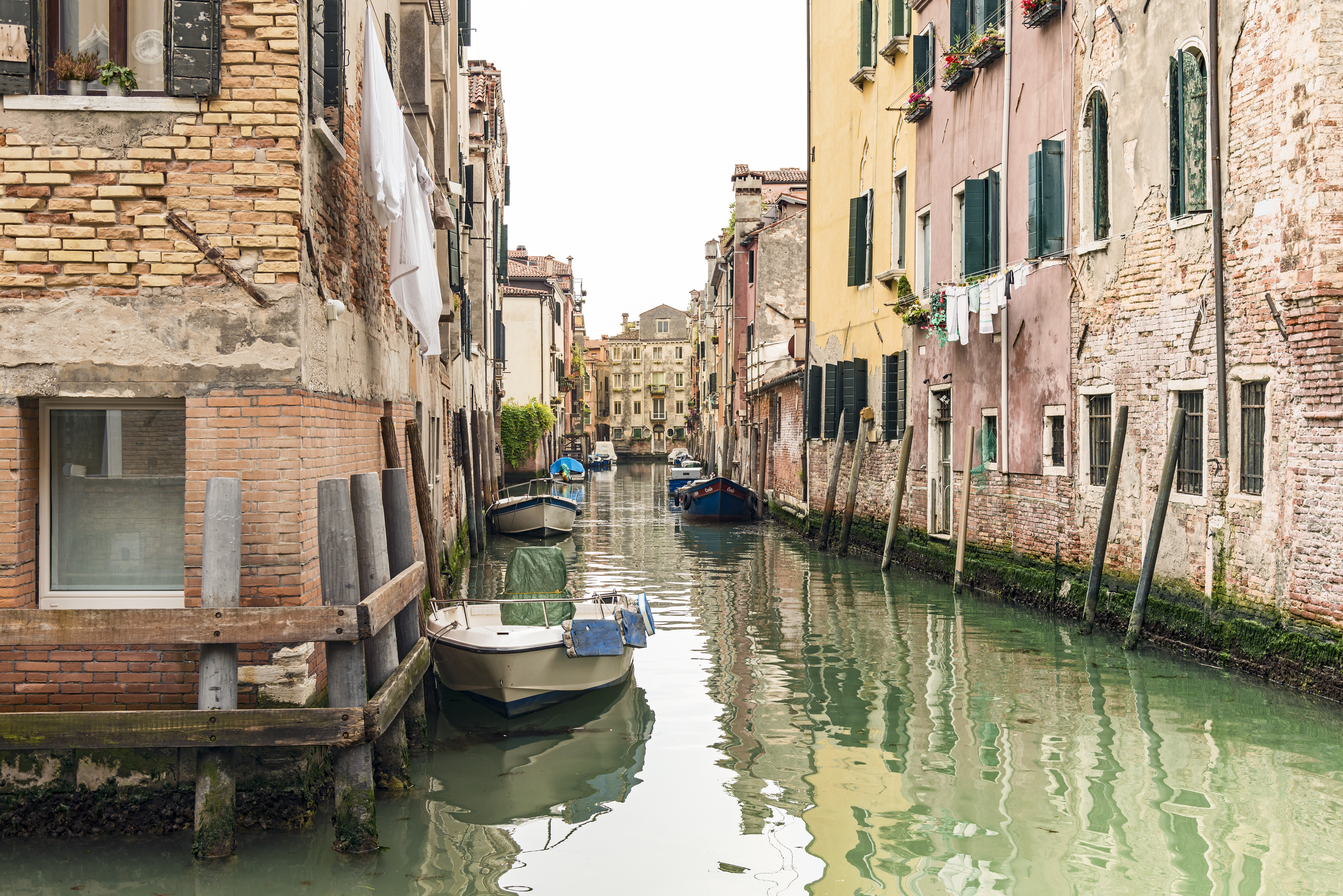
Rio dell'acqua dolce vers le nord

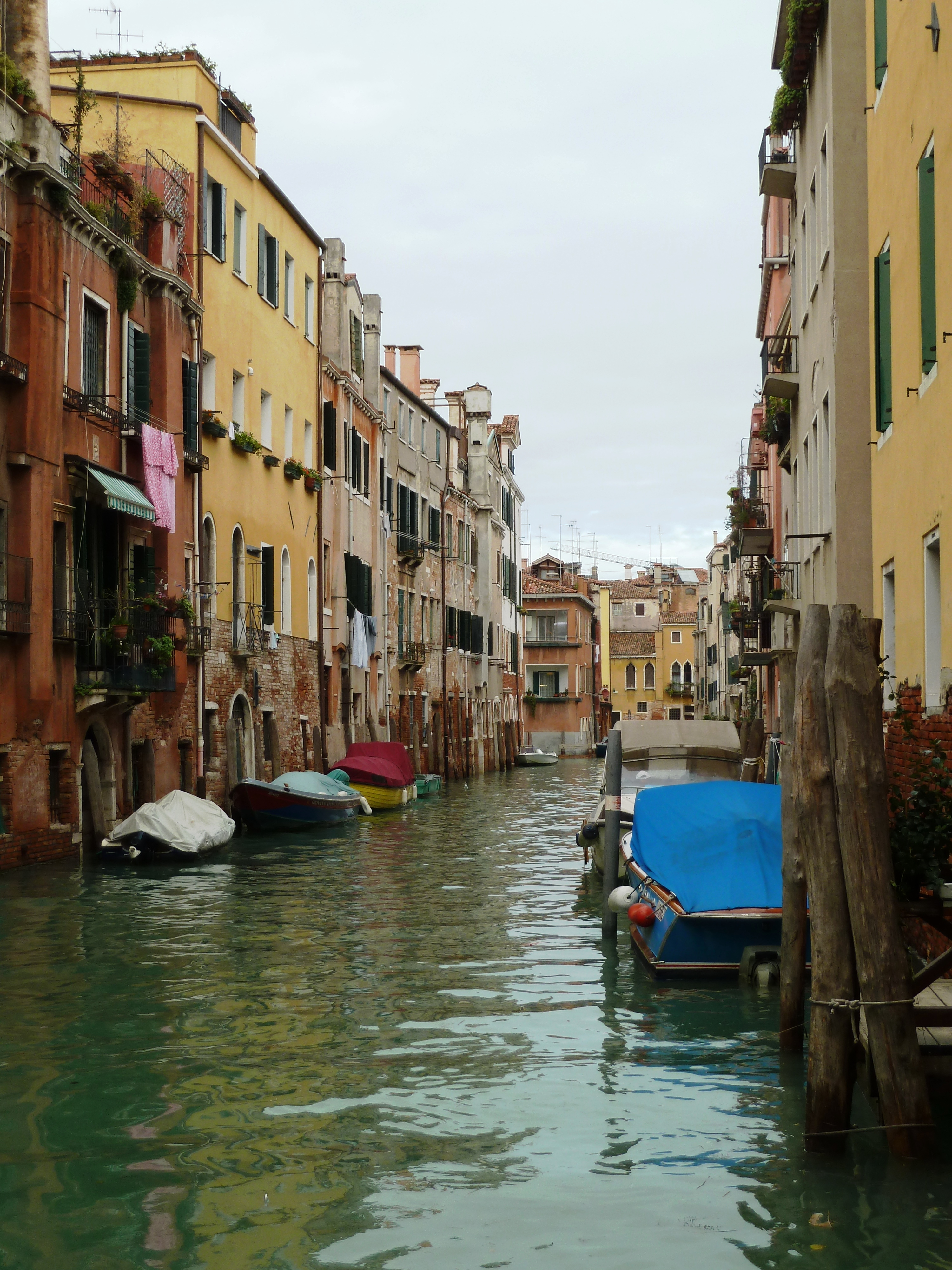
Rio dell'acqua dolce vers le sud

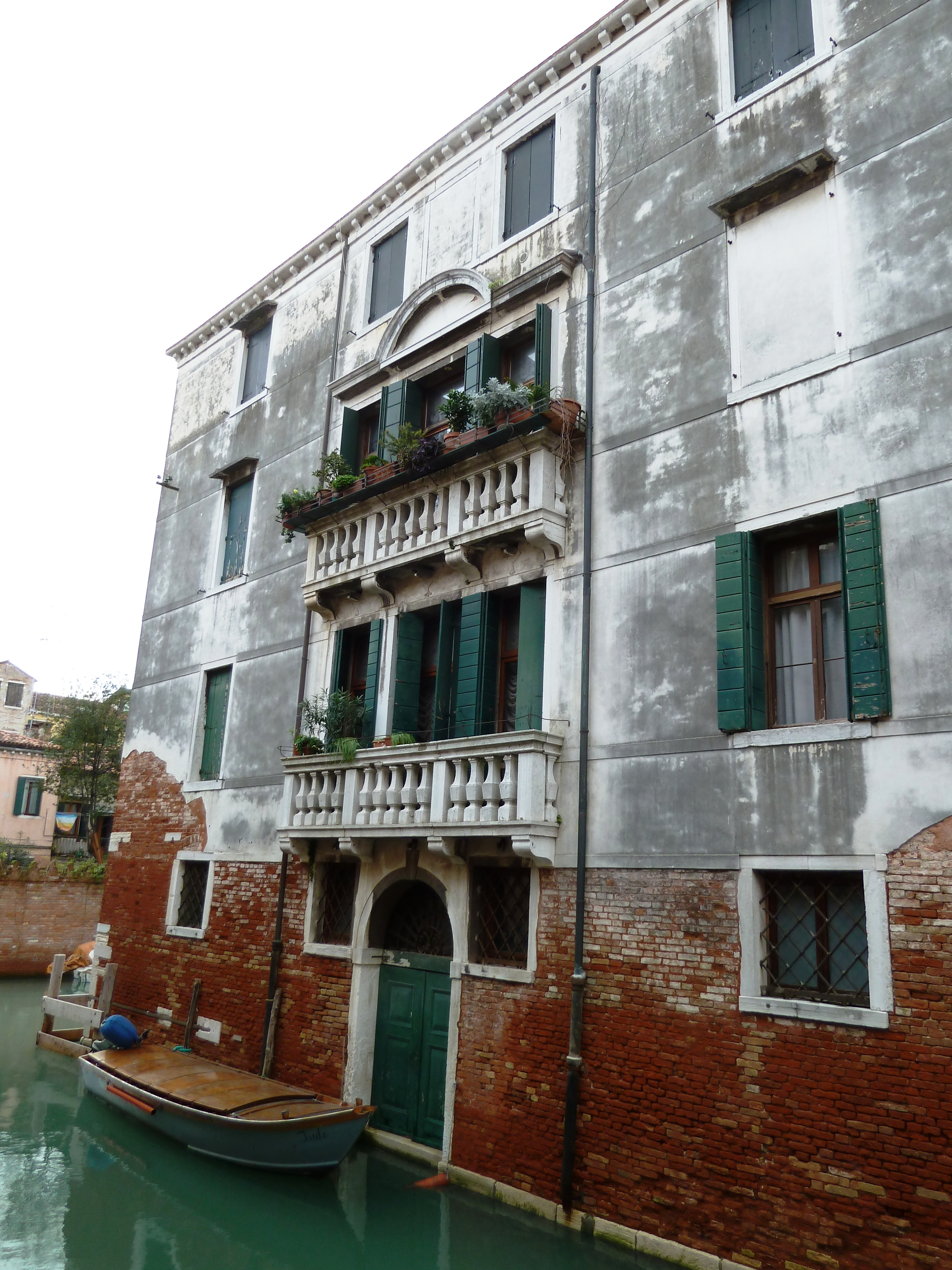
Rio de Sant'Andrea donnant sur le rio de l'Acqua Dolce

Les rio dell'Acqua Dolce (en vénitien de l') est un canal de Venise dans le sestiere de Cannaregio en Italie.

## Origine
Situé pas loin des Fondamente Nuove, ce rio doit son nom aux nombreux burci (barques) qui y stationnèrent après avoir effectué les escortes quotidiennes dans les fleuves de l'arrière-pays. L'eau douce y était prélevée pour alimenter les nombreux pozzi' (puits) de la ville, alors qu'une petite partie fut vendu à la minute par les acquaroli (camelots ambulants).

## Description
Le rio de l'Acqua Dolce a une longueur d'environ 170 m. Il relie le rio de Santa Sofia vers le nord-est avec le rio de Santa Caterina.

## Situation
- Environ à mi-chemin, ce rio croise le rio de Sant'Andrea.
- Ce canal n'est traversé par aucun pont.